# 用餘生去愛
用餘生去愛是一首由香港歌手張學友於2014年錄製的一首單曲，Samuel Jean、McAyla Beatley、Catherine Martin、Scott Effman及Lukas 'Nate' Nathanson作曲，林夕填詞，杜自持編曲；監製為張學友及杜自持。

## 發行
《用餘生去愛》作為張學友入行30週年的紀念國語單曲，在毫無預警的情況下於2014年10月27日由發行方環球音樂（台灣）在iTunes StoreAAC，YouTube，雅虎等七大數位傳媒中釋放發行。其中在iTunes Store中釋放后當即成為單曲下載的第一名。
《用餘生去愛》由五位來自不同國家的音樂人共同譜曲，並由張學友的好友香港著名填詞人林夕填詞；有別于以往及今日的華語流行音樂，該曲的風格更加偏重於西方流行音樂。
因為在2014年5月，張學友的音樂拍檔杜自持曾經在他的FACEBOOK中稱張學友已經完成了他的新國語專輯的錄製。此後外間普遍期待“這張唱片”能夠在當年的暑期上架，但後來環球唱片除了釋放出一部由張學友演唱的暑期動漫大片《神筆馬良》的國語主題曲《童真年代》外，便再無新唱片的消息；該單曲可能是華語樂壇罕見的一首宣傳單曲，通常西方樂壇主流歌手及樂隊在即將推出新唱片前都會有2-3首宣傳單曲首先推出。

## 介紹
《用餘生去愛》的創作靈感來源於台灣臺中市的一位22歲患末期胃癌的女孩，在患病期間他的男朋友不離不棄的對她照顧并最終向她求婚的真實事件。2014年4月包括東森新聞在內的多個台灣傳媒報導了來自臺中化名小晏的22歲女孩被她男朋友求婚的事件；正在籌劃最新國語唱片的張學友在當時被這個報道所感動，於是找來好友有詞神之稱的林夕並將小晏的故事譜成歌詞，而譜曲的工作更是由五位來自不同國家的音樂人一手操辦。惟故事中的女主角小晏在歌曲釋放前數十天即不幸過世，無法聽到紀念她與她先生短暫婚姻的《用餘生去愛》。
歌曲的MV取景於陽明山，以表現生命為主題；由黃中平導演，演員為張學友和林嘉欣。

## 表演
2014年11月24日張學友於第51屆金馬獎頒獎典禮“致電影人”的環節中首次現場演唱歌曲，並由SEMIFUSA室內樂團伴奏；在頒獎晚會后，這首富有感染力的歌曲得到了傳媒與樂迷的好評。

## 派臺及銷量成績
以下是《用餘生去愛》於各地榜單打歌的成績：
| 榜單         | 現時排名 | 最高排名 | 上榜週數 | 冠軍週數 | 備註                                        |
| ------------ | -------- | -------- | -------- | -------- | ------------------------------------------- |
| RTHK         | -        | 1        | 7        | 1周冠軍  | -                                           |
| 903          | -        | 1        | 4        | 1周冠軍  | -                                           |
| 997          | -        | 1        | 6        | 1周冠軍  | -                                           |
| TVB          | 不適用   | 不適用   | 不適用   | 不適用   | 未簽署“勁歌金曲比賽合約”詳見：HKRIA版權風波 |
| HITO金榜     | -        | 1        | 6        | 2周冠軍  | -                                           |
| TVBS         | -        | 7        | 4        | -        | -                                           |
| MyMusic      | 19       | 1        | 11       | 1周冠軍  | -                                           |
| 幽浮         | 10       | 9        | 3        | -        | 以唱片銷量成績為主                          |
| POP Radio    | 5        | 1        | 8        | 1周冠軍  | -                                           |
| 中國TOP      | -        | 1        | 4        | 1周冠軍  | 港台部分                                    |
| KKBOX        | 32       | 5        | 11       | -        | 以唱片銷量成績為主                          |
| iTunes Store | 3        | 1        | 11       | 不適用   | 以唱片銷量成績為主，以日計算                |
| 933醉心      | 11       | 1        | 12       | 3周冠軍  | -                                           |
| 988          | -        | 1        | 8        | 1周冠軍  | -                                           |